# Пойнг
Пойнг (нем. Poing) — община в Германии, в земле Бавария. 
Подчиняется административному округу Верхняя Бавария. Входит в состав района Эберсберг. Население составляет 13 425 человек (на 31 декабря 2010 года). Занимает площадь 12,89 км².